# محادثات سيدي رحومة
محادثات «سيدي رحومة» ما بين حكومة ليبيا الإيطالية بزعامة بيترو بادوليو، وبين حركة المقاومة بزعامة عمر المختار.
لقاء سيدي رحومة الذي حضره كل من عمر المختار (الثاني من اليسار)، قائد المقاومة وبيترو بادوليو (الرابع من اليمين)، حاكم طرابلس وبرقة، وسيشلياني (الثاني من اليمين)، نائب حاكم برقة.

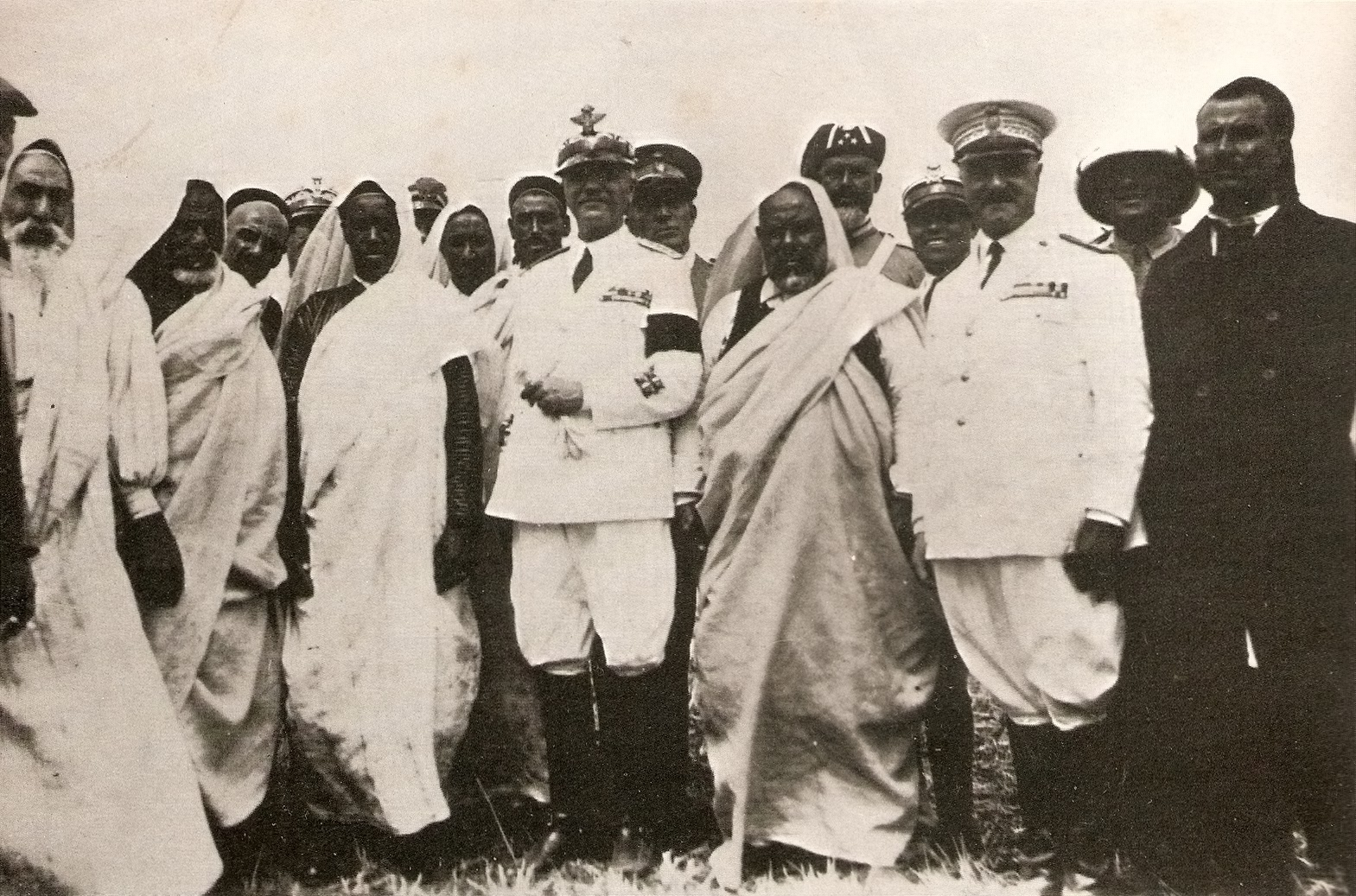
صورة لمن حضر اللقاء